# 僕に必要なもの
「僕に必要なもの」（ぼくにひつようなもの）は、日本のCALLのファースト・シングルである。1995年1月21日にソニー・ミュージックエンタテインメント/HIT STREETよりリリースされた。

## 解説
- 男性デュオのCALL（櫻井茂雄、小林基弘）のメジャーデビュー初のシングルである。初回は1993年9月15日、インディーズのindiVidual Recordsからミニ・アルバム『TO-GET-HER』に収録されていた楽曲であったが、NACK5の『JAPANESE DREAM』でグランプリを受賞した事がきっかけで、ソニー・ミュージックエンタテインメントからメジャーデビューとなった[1]。
- 1995年1月期にテレビ東京『ミュージックブレイク』でOAされた。
- JOYSOUNDでは「僕に必要なもの」「LIFE」がエントリーされていたが（2011年1月当時）、現在は「僕に必要なもの」がエントリーされている（2022年1月現在）。
- 復刻版『IN MY STYLE +4』ではシングルの楽曲が全て収録された[2]。

### JAPANESE DREAMでの2曲の快挙
- 『JAPANESE DREAM』1995年1月、同年2月には小野正利の「ピュアになれ」に次いでの2ヶ月連続グランプリを獲得。更に1995年4月1日[3]には「スーパー・グランプリ受賞曲」も獲得している。
  - 1996年3月30日[4]の「スーパー・グランプリ」には4thシングル「Pure」が受賞。この楽曲と共に『JAPANESE DREAM』初の快挙を遂げている[5]。

## 収録曲
1. 僕に必要なもの 【6:37】
  - 作詞: 櫻井茂雄、作曲: 櫻井茂雄、編曲: CALL・門倉聡・岩崎琢
  - テレビ朝日『マカデココ』エンディングテーマ曲
2. LIFE 【5:34】
  - 作詞: 櫻井茂雄、作曲: 櫻井茂雄、編曲: CALL・門倉聡
  - テレビ東京『特選!ぶらり旅』エンディングテーマ曲
3. 僕に必要なもの（オリジナル・カラオケ） 【6:37】